# Mesquita Bourguiba

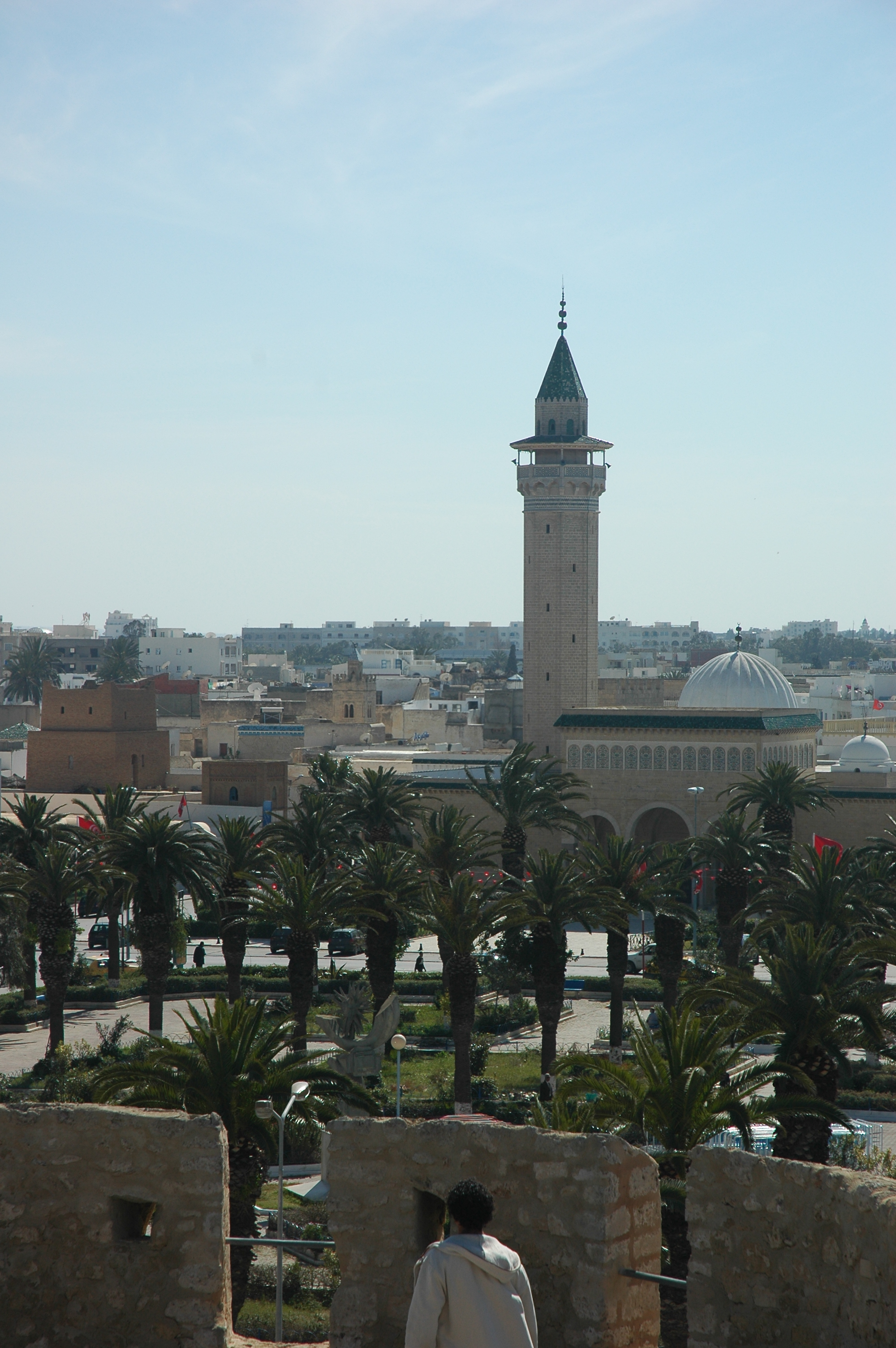
Mesquita de Bourguiba, a Monastir

La mesquita de Bourguiba (àrab: جامع بورقيبة, jāmiʿ Būrqība) és un edifici religiós de Tunísia, a la ciutat de Monastir, dedicat a Habib Bourguiba (1903-2000) que fou president de la república de 1957 a 1987.
Fou construïda de 1963 a 1965 sobre plànols de l'arquitecte Taïeb Bouzguenda, inspirada en la mesquita d'Hammuda-Pacha de Tunis. La sala d'oració pot acollir fins a mil fidels. El minaret, situat sobre la mitjana cúpula, està recobert d'una mitja volta amb mosaic d'or; les voltes són fetes de marbre rosa.